# Pauridiantha bequaertii
Pauridiantha bequaertii är en måreväxtart som först beskrevs av De Wild., och fick sitt nu gällande namn av Cornelis Eliza Bertus Bremekamp. Pauridiantha bequaertii ingår i släktet Pauridiantha och familjen måreväxter. Inga underarter finns listade i Catalogue of Life.